# Giovanni Parisi
Giovanni Parisi (Vibo Valentia, Calabria, 2 de diciembre de 1967-Voghera, Lombardía, 25 de marzo de 2009) fue un deportista olímpico italiano que compitió en boxeo, en la categoría de peso pluma y que consiguió la medalla de oro en los Juegos Olímpicos de Seúl 1988.

## Fallecimiento
Falleció el 25 de marzo de 2009 a los 41 años de edad en un accidente de tráfico.

## Palmarés internacional
| Juegos Olímpicos | Juegos Olímpicos     | Juegos Olímpicos | Juegos Olímpicos |
| Año              | Lugar                | Medalla          | Prueba           |
| ---------------- | -------------------- | ---------------- | ---------------- |
| 1988             | Seúl (Corea del Sur) | Medalla de oro   | Peso pluma       |